# Javorníky
Javorníky (německy Jawornik [javoʁnyk]) jsou pohoří a geomorfologický celek na hranicích Moravy a Slovenska v geomorfologické oblasti Slovensko-moravské Karpaty. Česká část pohoří se nachází v okrese Vsetín ve Zlínském kraji a v etnickém regionu Valašsko.

## Geologie a geomorfologie
Geologické složení pohoří je poměrně jednotné, tvoří je flyšové série pískovců a slepenců, rozlámané na jednotlivé geologické kry.
Částečně odlesněný členitý hřbet se větví na zalesněné rozsochy; ty se táhnou od Lyského průsmyku na jihozápadě po Makovský průsmyk na severovýchodě v délce cca 30 km. Hluboké Papajské sedlo odděluje na jihu hlavní hřeben od izolovaného vrcholu Makyta (923 m n. m.). Na severu je součástí Javorníků skupina Lemešné (950 m n. m.).
Česká část Javorníků se dělí na dva geomorfologické celky:
- Ráztocká hornatina, která je rozlohou větší, vyšší a nachází se na severu
- Pulčínská hornatina, která je rozlohou menší, nižší a nachází se na jihu.

## Příroda
Ve vyšších polohách Javorníků převládají horské smrčiny s občasným výskytem jedle, níže ve svazích se částečně dochovaly původní bukové a jedlobukové lesy. V lesích se vyskytují velké šelmy včetně rysa, vlka a medvěda, které ze Slovenska přecházejí i na Moravu.

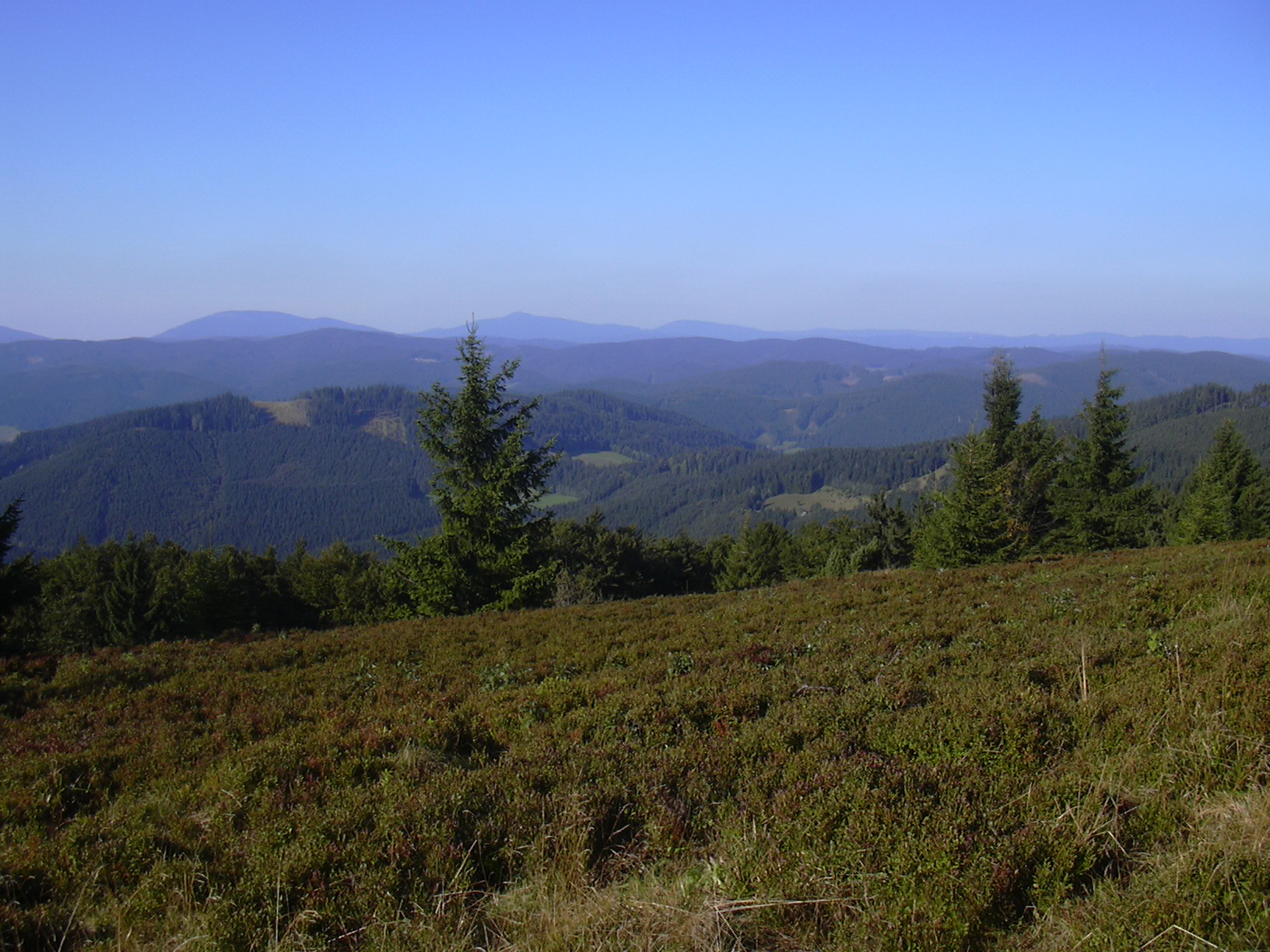
Výhled na Moravskoslezské Beskydy

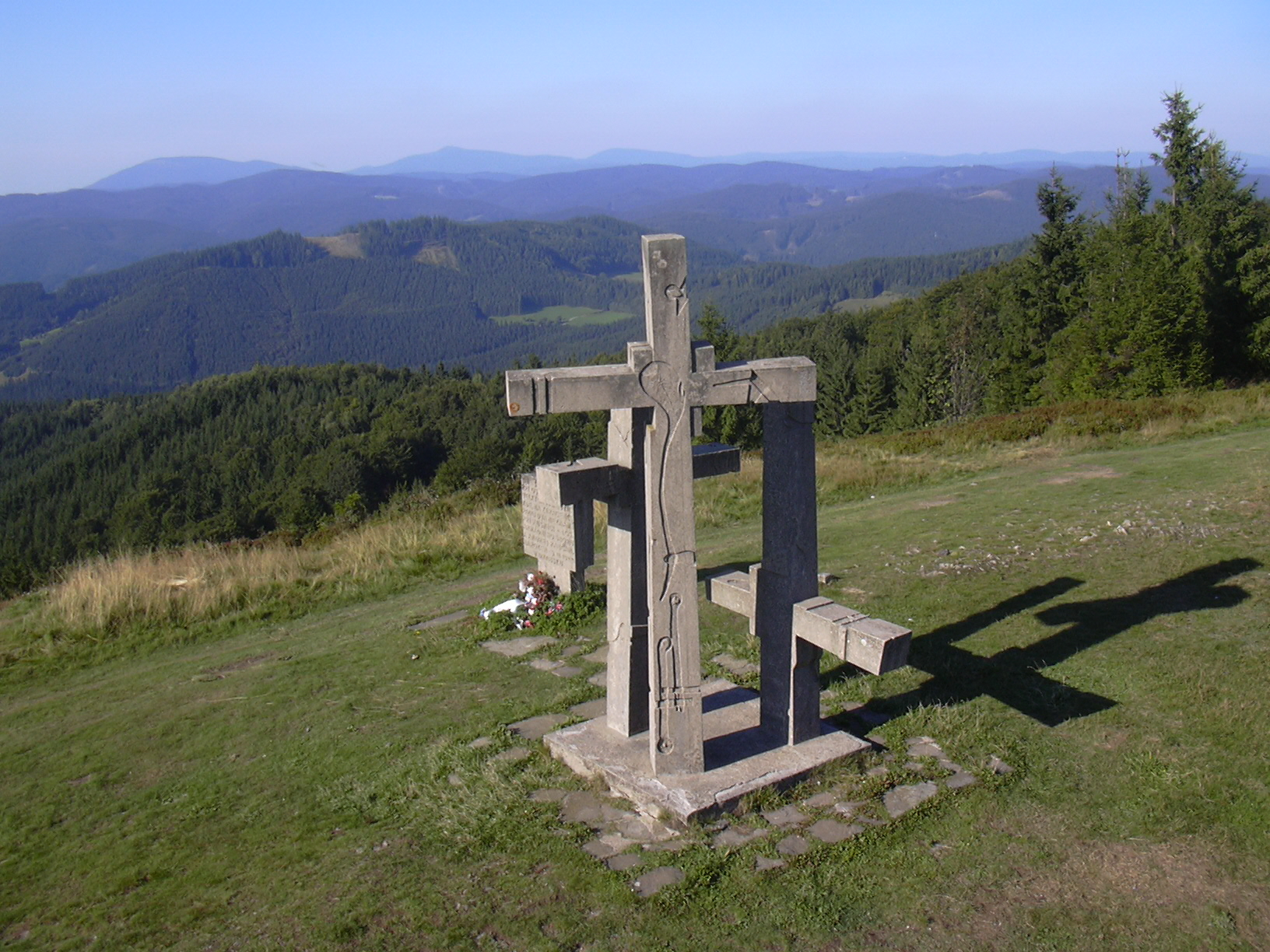
Památník na vrcholu Ztracence

Na českém území jsou Javorníky součástí CHKO Beskydy, na slovenském pak Chráněná krajinná oblast Kysuce; na obou stranách hranice je také celá řada maloplošných chráněných území.
Smíšený jedlobukový porost pralesovitého charakteru je chráněn v několika přírodních rezervacích – Razula, Hričovec, Veľký Javorník, Makyta. K nejvýznamnějším chráněným územím na české straně patří:
- Galovské lúky – přírodní rezervace s četným výskytem orchidejí a dalších vzácných druhů rostlin.
- Národní přírodní rezervace Pulčín – Hradisko s největšími výchozy pískovců a slepenců na Moravě.[1]

Na mnoha místech v severovýchodní části pohoří vyvěrají minerální prameny. Některé jsou chráněné jako přírodní památky – např. pramen Vajcovka, pramen U Vojtov; ten se vyznačuje nepravidelnými úniky metanu.

## Vrcholy
Nejvyšším vrcholem je slovenský Veľký Javorník (1 072 m n. m.), nejvyšší horou moravské části Javorníků je Malý Javorník (1 019 m n. m.).

## Turistika
Javorníky patří k vyhledávaným turistickým oblastem. Je zde celá řada pěších tras, několik naučných stezek a cyklotrasy pro horská kola. V zimě je hlavní hřebenová trasa s dalekými rozhledy oblíbeným cílem běžkařů; k hlavním střediskům sjezdového lyžování patří Kasárna pod Veľkým Javorníkem, Portáš a Kohútka.